# 1938 у хокеї з шайбою
Нижче наведені хокейні події 1938 року у всьому світі.

## Головні події
На чемпіонаті світу в Празі золоті нагороди здобула збірна Канади («Садбері Вулвз»).
У фіналі кубка Стенлі «Чикаго Блекгокс» переміг «Торонто Мейпл-Ліфс».

## Національні чемпіони
- Австрія: «Енгельманн» (Відень)
- Італія: «Міланезе»
- Німеччина: «Ріссерзеє» (Гарміш-Партенкірхен)
- Норвегія: «Трюгг» (Осло)
- Румунія: «Драгос Вода» (Чернівці)
- Угорщина: БКЕ (Будапешт)
- Фінляндія: «Ільвес» (Тампере)
- Франція: «Франсе Волан» (Париж)
- Чехословаччина: ЛТЦ (Прага)
- Швейцарія: «Давос»
- Швеція: АІК (Стокгольм)
- Югославія: «Олімпія» (Любляна)

## Переможці міжнародних турнірів
- Кубок Шпенглера: «Давос» (Швейцарія)
- Кубок Татр: «Татри» (Попрад, Чехословаччина)

## Народились
- 6 січня — Йозеф Голонка, чехословацький хокеїст та тренер. Член зали слави ІІХФ.
- 4 березня — Владімір Надрхал, чехословацький хокеїст.
- 11 березня — Віктор Коноваленко, радянський хокеїст. Олімпійський чемпіон.